# Alex Tamm
Alex Matthias Tamm (* 24. Juli 2001 in Tallinn) ist ein estnischer Fußballspieler.

## Karriere

### Verein
Tamm begann mit dem Fußballspielen im Nachwuchs des FC Nõmme Kalju und kam dort schon als 15-Jähriger in dessen U-21-Mannschaft in der drittklassigen Esiliiga B zum Einsatz. Am 14. April 2018 debütierte er dann bei den Profis in der Meistriliiga und erzielte in seinem ersten Spiel gegen Viljandi JK Tulevik (6:0) sofort einen Treffer. Mit dem Verein gewann er am Saisonende die nationale Meisterschaft und schoss später auch in seiner ersten Partie in der Qualifikation zur UEFA Europa League gegen UMF Stjarnan aus Island das Siegtor zum 1:0. Auch beim Gewinn des estnischen Superpokals 2019 gegen den FC Flora Tallinn (3:2) konnte er sich in die Torschützenliste eintragen. Dann folgte zur Saison 2019/20 der leihweise Wechsel in die Schweiz zur U-21 des Grasshopper Club Zürich, wo er wegen der Corona-Pandemie jedoch zu keinem Einsatz kam. Im Sommer 2020 kehrte er dann wieder zum FC Nõmme Kalju zurück und wurde dort in der Saison 2024 mit 28 Treffern erstmals auch Torschützenkönig der Meistriliiga. Anfang 2025 nahm ihn dann der slowenischen Erstligisten NK Olimpija Ljubljana unter Vertrag.

### Nationalmannschaft
Von 2017 bis 2022 absolvierte Tamm insgesamt 30 Partien für diverse estnische Jugendauswahlen und erzielte dabei fünf Treffer. Am 8. Januar 2023 debütierte der Stürmer dann auch für die estnische A-Nationalmannschaft in einem Testspiel gegen Island. Beim 1:1-Unentschieden im portugiesischen Albufeira wurde er in der 75. Minute für Sergei Zenjov eingewechselt. Seinen ersten Treffer erzielte er knapp zweieinhalb Monate später im Freundschaftsspiel gegen Finnland (2:1). Im Juni 2024 gewann er mit der Auswahl den Baltic Cup durch einen 4:3-Finalsieg nach Elfmeterschießen über Litauen.

## Erfolge

### Verein
- Estnischer Meister: 2018
- Estnischer Superpokalsieger: 2019

### Nationalmannschaft
- Baltic Cup: 2024

## Auszeichnungen
- Torschützenkönig der Meistriliiga: 2024 (28 Tore)